# César López Cuadras
César López Cuadras (Badiraguato, Sinaloa, México, 23 de agosto de 1951 — Guamúchil, Sinaloa, 14 de abril de 2013) fue un escritor, periodista, editor y profesor mexicano, que residió gran parte de su vida en Guadalajara, Jalisco. Sus novelas y cuentos son reconocidos por el giro narrativo que le otorga a la narconovela, a pesar de que trate temas de violencia como sus contemporáneos.

## Biografía

### Infancia y juventud
Pasó la mayor parte de su infancia y adolescencia en la ciudad de Guamúchil y fue criado costeño, como él mismo refiere en su semblanza. Cursó en la educación preescolar dirigida por la maestra Concepción Uranga Amparán. Su familia, entre ellas su abuela, vivían en el callejón cercano a una iglesia y fue gracias a ella que tuvo su primer acercamiento con la Biblia y otras lecturas relacionadas. Realizó su educación primaria en la Escuela Urbana No. 2, que ahora lleva el nombre de Samuel M. Gil, maestro que les leía en voz alta textos de Edmundo de Amicis; gracias a su profesor, César López Cuadras fue tomándole gusto a la literatura.  La secundaria la cursó en la escuela Escuela José María Morelos. 
Posteriormente, se trasladó a la Universidad Nacional Autónoma de México (UNAM) a terminar sus estudios, luego de lo cual regresó a Guadalajara e inició su carrera como maestro e investigador en la Universidad de Guadalajara. De 1982 a 1985 dio clases en la Escuela de Ciencias Sociales de la Universidad Autónoma de Sinaloa, en Mazatlán. 
En el año de 1987 viajó a Europa a realizar estudios de posgrado en la Universidad París VIII, pero regresó al poco tiempo ya que nunca recibió los recursos de una beca que se le había otorgado.
Al poco tiempo de haber regresado al país, se enfermó.

## Ámbito literario
La mayoría de la obra de César López Cuadras se distingue como, lo menciona el autor Eduardo Antonio Parra por mostrar un imaginario de la región del Noroeste de México: 
«Por eso no sólo se propuso incorporar a su obra narrativa las características del lenguaje, como han hecho otros escritores paisanos suyos, sino también los rasgos históricos y geográficos que han ido conformando la identidad de quienes habitan esas regiones».
Se han clasificado sus novelas como pertenecientes al género negro, como es el caso de La novela inconclusa de Bernardino Casablanca donde uno de los personajes es Truman Capote, autor de A sangre fría. Además, los temas de la infancia y del pueblo son predominantes en su obra. Con Cástulo Bojórquez consigue lo que algunos críticos llaman la “novela corrido” ya que su personaje principal tiene breves incursiones en el mundo del narcotráfico.
Falleció 14 de abril de 2013 a los 61 años, por complicaciones de salud. Sin embargo, dejó una novela inédita que fue publicada en el año 2015 por el Fondo de Cultura Económica con el nombre de El delfín de Kowalsky.

## Obras

### Novelas
- La novela inconclusa de Bernardino Casablanca (1993)
- Cástulo Bojórquez (2001)
- Cuatro muertos por capítulo (2013)
- El delfín de Kowalsky (2015)

### Cuentos y otros relatos
- Macho profundo (1999)
- La Güera Simental (2004)
- El pescador y las musas (2004)
- Mar de Cortés (2008)
- La primera vez que vi a Kim Novak (2010)

## Premios y honores
- 1993, Primer lugar del Concurso de Publicación de Obra Literaria de la Universidad de Guadalajara por "La novela inconclusa de Bernardino Casablanca".
- 2009, Premio Sinaloa de las Artes.
- 1994 y 1999, Becario de Difocur en novela.
- 1996, Becario Foeca Jalisco.[6]
- 2013, Homenaje póstumo, en el marco de la 12 Feria del Libro Los Mochis.